# Sistemul de vot în Consiliul Uniunii Europene
Procedurile privitoare la vot în Consiliul Uniunii Europene sunt descrise în tratatele Uniunii Europene. Procedurile s-au tot schimbat de-a lungul timpului, actuala procedură fiind cea prevăzută de Tratatul de la Lisabona. Sistemul actual, funcționând preponderent pe baza sistemului de majoritate calificată, reprezintă un exemplu de democrație consocială.